# Obrigações de fazer
As obrigações de fazer são um subtópico inserto num tema mais amplo do Direito Civil denominado pela doutrina de Teoria Geral das Obrigações. A obrigação, por sua vez, segundo a clássica definição apontada pelo civilista Washington de Barros Monteiro, pode ser entendida como a “relação jurídica, de caráter transitório, estabelecida entre devedor e credor e cujo objeto consiste numa prestação pessoal econômica, positiva ou negativa, devida pelo primeiro ao segundo, garantindo-lhe o adimplemento através de seu patrimônio”.
Assim, a obrigação é constituída por três elementos principais: 1) Elementos subjetivos, i.e., os sujeitos envoltos na relação jurídica, quais sejam, credor (sujeito ativo) e devedor (sujeito passivo); 2) Elemento objetivo: diz respeito ao conteúdo da obrigação, denominado pela doutrina genericamente de prestação (objeto imediato da obrigação). A prestação, por sua sorte, também possui um objeto, quer seja, o bem jurídico tutelado específico da relação jurídica, como um carro ou uma casa, por exemplo (objeto mediato da obrigação ou “objeto do objeto”). 3) Elemento imaterial, virtual ou espiritual: trata-se do vínculo jurídico existente entre os elementos subjetivos em torno do elemento objetivo, i.e., "o elo que sujeita o devedor à determinada prestação — positiva ou negativa — em favor do credor, constituindo o liame legal que une as partes envoltas".
Dentre os mais diversos critérios utilizados a fim de se classificar as obrigações (divisibilidade, conteúdo, liquidez, elementos acidentais, dependência, local e momento para o cumprimento, etc.), um deles diz relação ao conteúdo do objeto obrigacional (prestação). Desse modo, conforme esse critério, as obrigações podem ser positivas (quando o conteúdo for uma ação/comissão), ou negativas (quando, ao contrário, seu conteúdo for uma omissão/abstenção). Filiadas às primeiras, a obrigação pode ser de dar, quando o sujeito passivo se compromete a entregar ou restituir coisa certa (individualizada) ou incerta (não individualizada), ou ainda de fazer, quando o conteúdo consiste em cumprimento duma tarefa ou atribuição por parte do sujeito passivo em favor do sujeito ativo, ou seja, quando ao credor interessa a realização da própria atividade do devedor. Esta, por sua vez, objeto do presente tópico, poderá ser infungível ou fungível em se tratando ou não, respetivamente, de obrigação personalíssima.

## Conceito
Devidamente situado o tema, a obrigação de fazer (obligatio faciendi) pode ser compreendida como uma obrigação positiva cuja prestação consiste no cumprimento de um serviço ou ato positivo (tarefa ou atribuição), realizado pelo devedor ou pessoa a sua custa em favor do credor ou terceira pessoa. Assim entendida, "obrigação de fazer abrange o serviço humano em geral, seja material ou imaterial, a realização de obras e artefatos, ou a prestação de fatos que tenham utilidade para o credor. A prestação consiste, assim, em atos ou serviços a serem executados pelo devedor. Pode-se afirmar, em síntese, que qualquer forma de atividade humana, lícita, possível, e vantajosa ao credor, pode constituir objeto da obrigação".

## Distinção entre obrigações de dar e fazer
É possível e frequente a confusão entre as modalidades de obrigação de dar e fazer. Isto ocorre porque, em última análise, “dar ou entregar alguma coisa é também fazer alguma coisa.” Todavia, a doutrina aponta algumas diferenças possíveis de serem estabelecidas entre ambas, dentre as quais se encontram:
| Obrigações de dar | Obrigação de fazer |
| --- | --- |
| Seu conteúdo consiste na entrega de um objeto cuja confecção prévia não se faz necessária, uma vez que já se encontra pronto.                                      | O conteúdo consiste no ato de confecção de uma coisa até então inexistente para, aí então, ser possível apresentá-la ao credor. |
| A tradição da coisa é imprescindível | Tradição da coisa é dispensável |
| O sujeito passivo da obrigação é elemento secundário, dado que esta pode ser adimplida por terceiro estranho ao interessado (Arts. 304 e 305, CC/2002)             | Em se tratando de obrigação de fazer infungível, o prestador do conteúdo da obrigação é pessoa indispensável. Quanto à obrigação de fazer fungível, em não sendo intuito personae, conclui-se de modo semelhante à obrigação de dar. |
| Ocorrendo erro sobre a pessoa: não acarreta, em regra, anulabilidade da obrigação.                                                                                 | Em sendo obrigação infungível, o erro sobre a pessoa gera a anulabilidade da relação obrigacional. |
| Execução: aquele que se obrigou a dar alguma coisa pode ser constrangido, por autoridade da justiça, a assim proceder desde que o objeto se encontre em seu poder. | Não comporta tal espécie de execução específica (in natura). Não cumprida a obrigação, resolve-se em perdas e danos não podendo o obrigado ser constrangido a prestá-la.                                                             |

## Espécies
Quanto à possibilidade de o conteúdo obrigacional ser prestado ou não por terceiros, as obrigações de fazer podem ser do tipo fungível ou infungível:
Fungível, material ou impessoal: diz-se que a obrigação é fungível quando puder ser cumprida indiferentemente pelo devedor principal ou por terceiro, neste ultimo caso à custa do devedor originário. Ou seja, são obrigações fungíveis aquelas que não requererem para sua execução aptidões de caráter pessoal (intuito personae), pois a intenção principal do credor é obter a prestação do ato. A título de exemplo, se o credor necessita de conserto para seu relógio, a priori não faz diferença se tal ato será executado por A ou por B, haja vista que a intenção é o ato prestado, não a pessoa responsável por executá-lo. 
Infungível, imaterial ou pessoal: é aquela cuja prestação só pode ser executada pelo próprio devedor (impensável sua substituição por representante ou preposto, por exemplo), em virtude de disposição expressa nesse sentido ou devido à própria natureza do objeto da obrigação, sendo por isso espécie de obrigação personalíssima (intuito personae). A título de exemplo, vislumbra-se uma obrigação infungível quando A procura B, singular cirurgião, em virtude de sua habilidade, conhecimento, técnica e pontualidade, para que este opere o seu filho. Assim sendo, B não poderá fazer-se substituir por outro (infungibilidade pela natureza da obrigação).  Ou, ainda, a contração de C, advogado, por parte de B, com expressa cláusula de vedação ao subestabelecimento (infungibilidade por disposição expressa).
A regra é a fungibilidade das obrigações de fazer, à exceção em virtude da natureza da obrigação ou se assim convencionarem as partes.

## Inadimplemento
Versa o presente tópico acerca do não cumprimento das obrigações de fazer. Como é sabido, em termos do brocardo romano pacta sunt servanda, as partes se vinculam por suas declarações de vontade emitidas. Cumprida a obrigação, esta vem a se extinguir. Em caso contrário, a inadimplência por espontaneidade acarreta responsabilidade do devedor. Além da recusa voluntária, o não cumprimento pode se dá também em virtude da impossibilidade de adimplir o objeto, seja por culpa do devedor ou por motivos alheios à sua vontade (caso fortuito ou força maior). Em ambos os casos, as conseqüências passam a seguir a serem explicadas.

### Obrigações Infungíveis
Assim dispõe o Art. 247 do Código Civil de 2002: “Incorre na obrigação de indenizar perdas e danos o devedor que recusar a prestação a ele só imposta, ou só por ele exequível.”
Como se deduz do texto transcrito, cuida o presente artigo das obrigações de fazer infungíveis, especificamente do seu inadimplemento voluntário. Ou seja, hipóteses em que seria possível o devedor cumprir sua obrigação, mas não o fez por lhe ser inconveniente. A recusa voluntária do cumprimento do objeto induz à culpa (lato sensu, incluindo desde o dolo à culpa stricto sensu por imprudência, negligência e imperícia) do devedor, resolvendo-se tradicionalmente em perdas e danos imputados ao devedor. É o que acontece, por exemplo, quando um cantor se recusa a apresentar o espetáculo; um renomado escultor recusa-se a construir a estátua; ou ainda um poeta que se nega a compor um poema a que se obrigara. É de se notar, portanto, que diante do não cumprimento, a obrigação transmuta-se em obrigação de dar, recaindo sobre o sujeito passivo as perdas e danos com as quais deverá arcar, sem prejuízo de eventuais danos matérias (arts. 402 a 404 do CC/02) e os danos morais (art. 5º, V e X, CF/88). 
O dispositivo supracitado reflete o princípio da patrimonialidade, segundo o qual pelo inadimplemento da obrigação respondem tão somente os bens do devedor (art. 391 do CC e 591 do CPC). Assim sendo, não é possível o credor entrar com uma execução direta a fim de constrangê-lo fisicamente à obrigação a qual inicialmente se vinculou, sacrificando sua liberdade individual (nemo potest precise cogi adfactum). É de se observar, todavia, que conforme previsto no art. 536 do CPC/2015, como forma de relativização do dogma liberal da intangibilidade da vontade humanasão contemplados meios de se obrigar indiretamente o devedor, mediante a imposição de multa periódica (astreintes) em ação específica, a realizar a prestação. Portanto, a indenização por perdas e danos é o mínimo a que o credor possui direito. Para além do diploma civil, entretanto, pode este se valer da garantia processual de, mesmo cumulativamente, pleitear a aplicação da astreintes.
O inadimplemento, no entanto, não ocorre tão somente em virtude de recusa voluntária. Nesse sentido, veja-se o que preceitua o art. 248 do CC: “Se a prestação do fato tornar-se impossível sem culpa do devedor, resolver-se-á a obrigação; se por culpa dele, responderá por perdas e danos.”
Trata o Código da modalidade de inadimplemento pela impossibilidade de cumprimento do objeto, seja ela por culpa ou não do devedor. Nesta última hipótese, tal como corre em caso fortuito (evento totalmente imprevisível) e força maior (evento previsível, contudo inevitável) considerar-se-á resolvida a obrigação, sem conseqüências para o devedor indenizarpois de ninguém é razoável exigir conduta de cumprimento impossível (impossibilia nemo tenetur). Ou seja, se reconduzirá as partes para o estado em que estavam antes da realização do negócio, sendo devolvido o que porventura haja sido recebido. Assim, a título de exemplo, um cantor que não comparece ao espetáculo por haver perdido a voz por causa de acidente a que não deu causa; ou um devedor que não entrega uma escritura que prometera, impedido que estava por obstáculo judicial; ou ainda um médico que, acometido por um derrame cerebral, deixa de realizar uma cirurgia em seu paciente. Todavia, para que a impossibilidade acarrete efeitos liberatórios, isto é, desonere o devedor sem culpa de qualquer responsabilidade, é necessário que este satisfatoriamente venha a comprová-la, demonstrando a impossibilidade de impedir ou evitá-la (art. 393 do CC). Além disso, deve ainda a impossibilidade ser absoluta, permanente e irremovível, pois não irá o devedor se desincumbir do ônus em se tratando de uma simples dificuldade, passível de ser superada, ainda que com grande esforço e sacrifício.
Por sua vez, a parte final do dispositivo ora em comento (art. 248 do CC) cuida da impossibilidade de cumprimento por culpa do devedor, hipótese diante da qual recairá sobre este o ônus de arcar com perdas e danos, isto é, a obrigação se converterá em seu equivalente pecuniário. Por exemplo, impossibilidade deliberadamente provocada por cantor que viaja a outro país no dia em que deveria realizar um espetáculo a que houvera se obrigado.

### Obrigações Fungíveis
Assim preleciona o art. 249 do Código Civil: “Se o fato puder ser executado por terceiro, será livre ao credor mandá-lo executar à custa do devedor, havendo recusa ou mora deste, sem prejuízo da indenização cabível. Parágrafo único. Em caso de urgência, pode o credor, independentemente de autorização judicial, executar ou mandar executar o fato, sendo depois ressarcido”.
Versa o dispositivo, pois, acerca da obrigação de fazer fungível, isto é, aquela substituível por terceiro e passível de ser adimplida às custas do devedor originário. Nessa modalidade, antes de sua conversão em perdas e danos, poderá o credor exigir que outra pessoa cumpra com a obrigação, segundo os precedimentos dispostos no Código de Processo Civil. Sendo assim, por exemplo, se um locador, em contrato, se obriga a reformar as portas de um armário em favor do inquilino, mas não cumpre com sua prestação, por recusa ou mora, poderá este inquilino ordenar que um terceiro o realize à custa do aluguel que tem que pagar, sem prejuízo de eventual indenização. 

O parágrafo único supratranscrito, por sua vez, oferece ao credor, em casos de urgências (a serem definidos pela jurisprudência) e sem necessidade de autorização judicial, a possibilidade de executar ou mandar executar o objeto por terceiro, pleiteando a posteriori o ressarcimento. Traz o código, assim, um espécie de aututela civil  ou de justiça com as próprias mãos, “princípio salutar [...], pois a intervenção do Poder Judiciário retardaria, muito a realização do seu direito.” Dividindo opiniões doutrinárias a respeito, Silvo de Salvo Venoza posiciona-se favoravelmente ao instituto, nos termos que se segue: "É interessante notar que, no parágrafo único, a novel lei introduz a possibilidade de procedimento de justiça de mão própria, no que andou muito bem. Imagine-se a hipótese de contratação de empresa para fazer a laje de concreto de um prédio, procedimento que requer tempo e época precisos. Caracterizada a recusa e a mora, bem como a urgência, aguardar uma decisão judicial, ainda que liminar, no caso concreto, poderá causar prejuízo de difícil reparação."